# Gaius Saenius Severus
Gaius Saenius Severus war ein im 2. Jahrhundert n. Chr. lebender römischer Politiker.
Durch Militärdiplome, die z. T. auf den 1. Juli 126 datiert sind, ist belegt, dass Severus 126 zusammen mit Lucius Cuspius Camerinus Suffektkonsul war.